# Billy (Calvados)
Billy település Franciaországban, Calvados megyében. Lakosainak száma 411 fő (2018. január 1.). Billy Airan, Chicheboville, Conteville, Fierville-Bray, Moult és Poussy-la-Campagne községekkel határos.

## Népesség
A település népességének változása:
| Lakosok száma | 210  | 218  | 282  | 325  | 317  | 346  | 377  | 392  | 398  | 411  |
|               | 1968 | 1975 | 1982 | 1990 | 1999 | 2011 | 2013 | 2015 | 2017 | 2018 |